# Bréscia (província)
A província de Bréscia ou, mais raramente, de Bríxia (em italiano:  Brescia) é uma província italiana da região da Lombardia com cerca de 1 106 373 habitantes, densidade de 231 hab/km². Está dividida em 206 comunas, sendo a capital Bréscia.
Faz fronteira a norte e noroeste com a província de Sondrio, a este com a região do Vêneto (província de Verona) e com a região do Trentino-Alto Ádige, a sul com a província de Mântua, a sul e sudoeste com a província de Cremona e a oeste com a província de Bérgamo.